# Saint-Yvi
Saint-Yvi (bretonisch Sant-Ivi) ist eine französische Gemeinde mit 3418 Einwohnern (Stand 1. Januar 2022) im Westen der Bretagne im Département Finistère.

## Geografie
Quimper liegt 13 Kilometer westnordwestlich, Lorient 48 Kilometer südöstlich, Brest 60 Kilometer nordwestlich und Paris etwa 460 Kilometer östlich. An der nördlichen Gemeindegrenze verläuft der Fluss Jet.

## Verkehr
Bei Rosporden und Quimper gibt es Abfahrten an der Schnellstraße E 60 (Nantes-Brest) sowie Regionalbahnhöfe an der Bahnlinie Nantes-Lorient-Quimper-Brest.
Bei Lorient und Brest befinden sich Regionalflughäfen.

## Bevölkerungsentwicklung
| Jahr                       | 1962 | 1968 | 1975 | 1982 | 1990 | 1999 | 2009 | 2017 |
| Einwohner                  | 1258 | 1242 | 1493 | 2176 | 2386 | 2393 | 2755 | 3155 |
| Quellen: Cassini und INSEE |      |      |      |      |      |      |      |      |

## Sehenswürdigkeiten
- Kirche Notre-Dame
- Kapelle Notre-Dame im Ortsteil Locmaria-Hent
- Herrenhaus Toulgoat

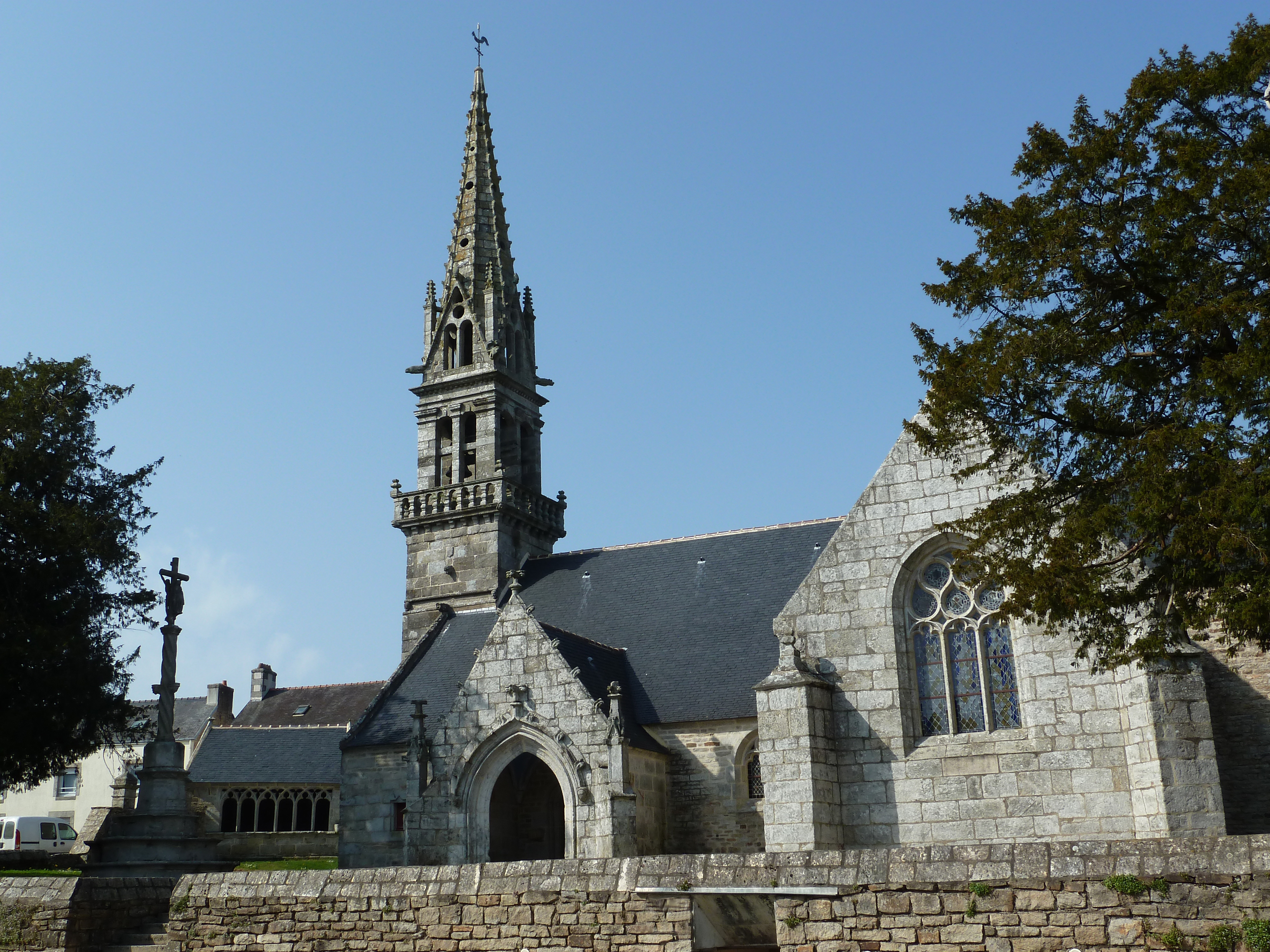
Kirche Notre-Dame
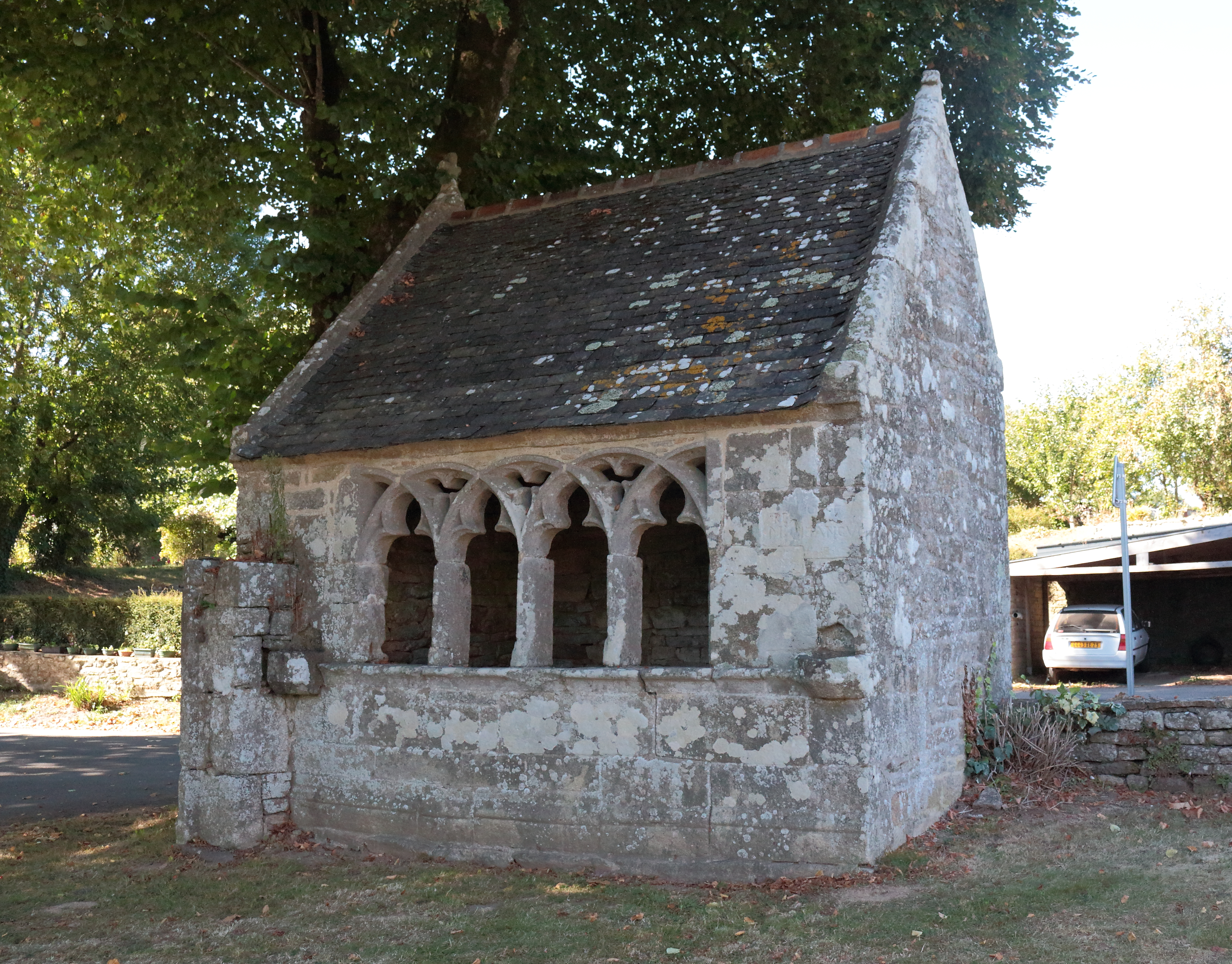
Kapelle Notre-Dame
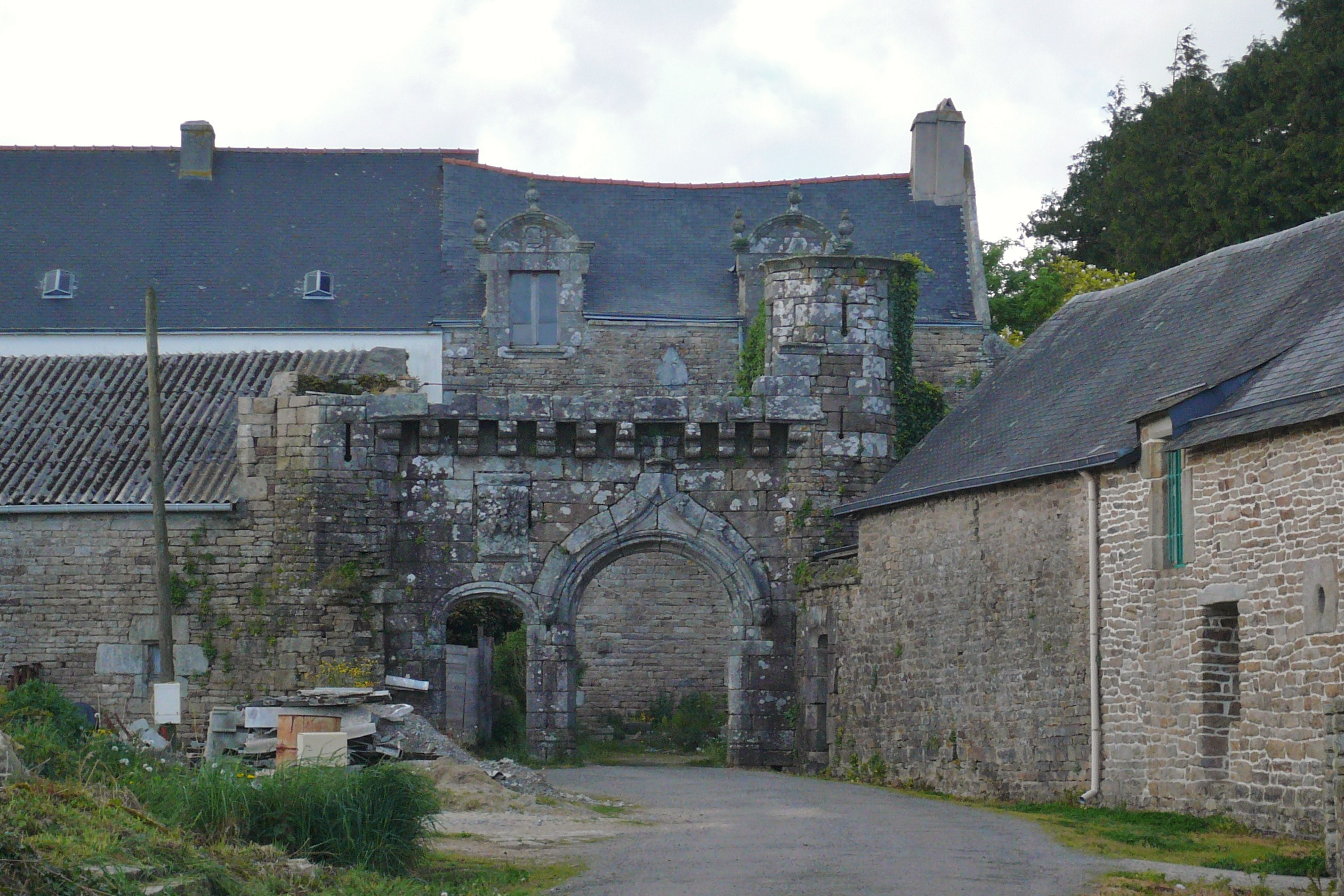
Herrenhaus Toulgoat

Siehe auch: Liste der Monuments historiques in Saint-Yvi

## Persönlichkeiten
- Alan Heusaff (1921–1999), nationalistischer Aktivist, in Saint-Yvi geboren.
- Guy Cotton (1936–2013), Unternehmer, in Saint-Yvi geboren.